# Abolfazl Czoubani
Abolfazl Czoubani (pers. ‏ابوالفضل چوبانی‎; ur. 2004) – irański zapaśnik walczący w stylu klasycznym. Pierwszy w Pucharze Świata w 2022. Wicemistrz świata juniorów w 2022 roku.